# Rhopalophora cupricollis
Rhopalophora cupricollis är en skalbaggsart som beskrevs av Guérin-Méneville 1844. Rhopalophora cupricollis ingår i släktet Rhopalophora och familjen långhorningar.
Artens utbredningsområde är:
- Costa Rica.
- Honduras.
- Nicaragua.

Inga underarter finns listade i Catalogue of Life.